# Powered Armor Dorvack
Special Armored Battalion Dorvack (яп. 特装機兵ドルバック Токусо: Кихэй Дорубакку, Бронированный спецотряд Дорвак) — аниме-сериал, созданный студией Ashi Productions. Транслировался по телеканалу Fuji TV с 7 октября 1983 года по 6 июля 1984 года. Всего выпущено 36 серий аниме. Сериал дублирован на испанском, арабском и португальском языках. Модели роботов Mugen Calibur и Oberon Gazzette были выпущены на территории США как Deluxe Autobots — часть линии Трансформеров.

## Сюжет
Действие происходит в футуристическом 1999 году. Инопланетная раса иделианцев, потерявшая когда-то родной мир, путешествовала по просторам галактики на протяжении десятков тысячелетий, однако их ресурсы истощились. Единственная надежда — планета Земля, по прибытии на её орбиту они предпринимают полномасштабную атаку на человечество, начиная с Альп. Оборонительные силы Земли сражаются против захватчиков, но технологии значительно уступают иделианским. Последний козырь — бронированный спецотряд Дорвак, состоящий из меха-роботов, способных маскироваться под транспортные средства.
Масато Мугэн пилотирует VV-54 AR Mugen Calibur, который может трансформироваться в джип, VT-61 LC Bonaparte Tulcas Пьера Бонапарта превращается в танк, VH-64 MR Oberon Gazzette Луизы Оберон — в вертолёт, а робот PA-36HD Powered Armor Nove — в экзоскелет.

## Список серий
| Список серий | Список серий                                                                         | Список серий        |
| № серии      | Название                                                                             | Трансляция в Японии |
| ------------ | ------------------------------------------------------------------------------------ | ------------------- |
| 1            | 1999. Прелюдия войны (1999年戦いの序曲)                                              | 07.10.1983          |
| 2            | Общее наступление: боеготовность! (総攻撃・スタンバイ!)                              | 14.10.1983          |
| 3            | День, когда птица умерла (鳥が死んだ日)                                              | 21.10.1983          |
| 4            | Луиза исчезла в тумане (霧に消えたルイ)                                              | 28.10.1983          |
| 5            | Необоснованно лишённый должности (理由なき失脚)                                      | 04.11.1983          |
| 6            | Миранда, воин джунглей (密林の戦士ミランダ)                                          | 11.11.1983          |
| 7            | Беги, Джеки! (走れ!ジャッキー)                                                       | 18.11.1983          |
| 8            | Проникновение! Иделианская база (潜入!イデリア基地)                                  | 02.12.1983          |
| 9            | Подземная мелодия (地下道のメロディー)                                               | 09.12.1983          |
| 10           | Оружие, на которое указал Боб (ボブの向けた銃口)                                     | 16.12.1983          |
| 11           | Красный цветок дьявола (悪魔の赤い花)                                                | 23.12.1983          |
| 12           | Пламя острова Пасхи (烈火のイースター島)                                             | 13.01.1984          |
| 13           | Чемпион попал в ад (地獄におちたチャンプ)                                            | 20.01.1984          |
| 14           | Эхо! Дикий крик (響け!野性の叫び)                                                    | 27.01.1984          |
| 15           | Любовь пала в пожаре войны (戦火に散った恋)                                          | 03.02.1984          |
| 16           | Скрытое предупреждение (秘められた警告)                                              | 10.02.1984          |
| 17           | Тайна храма Рейнир (レーニア神殿の謎)                                                | 17.02.1984          |
| 18           | Секрет Иделии раскрыт (あばかれたイデリアの秘密)                                     | 24.02.1984          |
| 19           | Побег! Альпийская база (脱出!アルプスの拠点)                                         | 02.03.1984          |
| 20           | Чрезвычайный приказ! Разрушить крепость северного моря (緊急指令!北海の要塞をつぶせ) | 09.03.1984          |
| 21           | Прощай, мой друг. Миг, когда воин умирает (さらば友よ!戦士が死ぬ瞬間（とき）)        | 16.03.1984          |
| 22           | Когда моаи излучает свет (モアイの光放つ時)                                          | 23.03.1984          |
| 23           | 1999. Последний день Земли (1999年地球最後の日)                                      | 06.04.1984          |
| 24           | Пролог тьмы (暗黒への序章)                                                           | 13.04.1984          |
| 25           | Страх! Новый враг (恐怖!新たなる敵)                                                  | 20.04.1984          |
| 26           | Одинокая Арома (ひとりぼっちのアロマ)                                                | 27.04.1984          |
| 27           | Прошлое спрятано в надгробии (墓標に隠された過去)                                    | 04.05.1984          |
| 28           | Далёкие чувства (はるかなる想い)                                                     | 11.05.1984          |
| 29           | Долина любви и ненависти (愛と憎しみの谷)                                            | 18.05.1984          |
| 30           | Портрет Жанны (肖像画のジャンヌ)                                                     | 25.05.1984          |
| 31           | Страх! Тень мелькнула во вспышке (恐怖!閃光に浮かぶ影)                               | 01.06.1984          |
| 32           | Побег из бездны криков (絶叫の淵からの脱出)                                          | 08.06.1984          |
| 33           | Люди, одержимые дьяволом (悪魔につかれた男達)                                        | 15.06.1984          |
| 34           | Иллюзия конца (終末へのイリュージョン)                                               | 22.06.1984          |
| 35           | Решение! Последняя десантная операция (決断!最後の上陸作戦)                          | 29.06.1984          |
| 36           | Чудо воскрешения (復活への奇跡)                                                      | 06.07.1984          |

## Роли озвучивали
- Тору Фуруя — Масато Мугэн
- Киёси Кобаяси — полковник Ёити Такаги
- Сукэкиё Камэяма — Пьер Бонапарт
- Хироми Цуру — Луиза Оберон
- Хиротака Судзуоки — Стенли Хилтон
- Эйдзи Каниэ — Селлер (Зера)[К 1]
- Сё Хаями — Идель
- Кэйко Тода — Арома
- Осаму Сака — Амов
- Ю Симака — Боб Фройд
- Асами Мукайдоно — Джеки Франк
- Масако Кацуки — Питер
- Юсаку Яра — Генри
- Ёсито Ясухара — Марсель
- Канэто Сиодзава — Гомес
- Масаюки Като — генерал Фред Бин
- Минору Инаба — Джонатан
- Масааки Цукада — доктор Цумура

## Производство и выпуск
Успех Mobile Suit Gundam открыл дорогу другим проектам.
Dorvack выходил почти в то же время, что и Armored Trooper Votoms, но не выдержал конкуренции и не понравился юным зрителям. На фоне пика обострения «Холодной войны» (нейтронное оружие, «Щит-82», СОИ, «Империя зла», катастрофа Boeing 747 над Сахалином, Able Archer 83) многое отразилось в мультипликации. Например, в аниме-фильме Future War 198X, вдохновлённом романом Джона Хэкетта «Третья Мировая война: Нерассказанная история». В 1983 году меха «правили железной рукой»: кроме Votoms и Aura Battler Dunbine, среди них были Light Speed Electric God Albegas, Ginga Shippu Sasuraiger, Super Dimension Century Orguss, Taiyou no Kiba Dagram, Psycho Armor Govarian, Ginga Hyouryuu Vifam, Genesis Climber Mospeada и Dorvack.
Дизайн мех выполнили Нобуёси Хабара и Кацуми Итабаси. Для привлечения покупателей компания Gunze Sangyo наняла художника Макото Кобаяси, который работал над SF3D для HobbyJAPAN и опубликовал серию рисунков Hyper Dorvack Document, где присутствовали варианты нетрансформируемых доспехов, не попавших в телеэфир. Такуя Вада, бывший тогда раскадровщиком в сериале Cat’s Eye, вспоминал: Осаму Камидзё, отвечавший за создание персонажей в Ashi Productions, впервые предложил ему заняться контролем анимации. Такое навевало счастье и страх одновременно. Условия были особенно суровыми в индустрии аниме. Физически сложно спать час, потом снова просыпаться и приниматься за работу, проводя бессонные ночи. Но это уникальный шанс, поэтому Вада сказал себе, что должен приложить все усилия. Прошло более 35 лет, «когда я смотрю на то, что делал тогда, иногда мне немного стыдно».
В августе 1984 года появилась OVA Tokusou Kihei Dorvack, это были три короткие истории, не связанные между собой: Powered Armor vs  Micro Burtharker, где Масато погиб на задании, а Луиза осталась одна; «Бесконечное лето» — комедийное приключение отряда Dorvack, GoShogun и Минки Момо на отдыхе; «Иллюзия звёздного неба» — Идель и Арома.
Игрушки компании Takatoku, которая закрылась в 1984 году из-за неудачных продаж, Mugen Calibur и Oberon Gazette, были использованы Hasbro для создания автоботов Вихря и Роудбастера. В Японии выпускались модели Bonaparte Tulcas, Powered Armor Nove PA-36HD, PAC-48, а также иделианские Harbla, Mayarl и Zanter. Ashi Productions после Dorvack, не достигшего США, где смотрели «Войну гоботов», занялась сериалом Dancouga — Super Beast Machine God. Mugen Calibur позже продавался в новом оформлении.
В Японии Geneon Entertainment издала 6 DVD ограниченным тиражом в 2003 году. Система — NTSC. Формат — 1,33:1 (4:3), звук — Dolby Digital моно. Видео в этом качестве доступно на японском Amazon Prime Video.
В 2015 году Special Armored Battalion Dorvack появился в игре Super Robot Wars X-Ω, выпущенной Bandai Namco Entertainment для iOS и Android.
В 2022 году Discotek Media объявила о выпуске Powered Armor Dorvack на Blu-ray, но это видео стандартного качества, а не ремастер. Дата релиза — 26 июля.

## Музыка
LP 1 — Powered Armor Dorvack Music Collection
| №   | Название                | Длительность |
| --- | ----------------------- | ------------ |
| 1.  | «Tragic Battle»         | 3:31         |
| 2.  | «Chikyuu ni I LOVE YOU» | 3:51         |
| 3.  | «Thrust»                | 4:35         |
| 4.  | «Violent Fight»         | 3:09         |
| 5.  | «Shizuka naru Heishi»   | 3:18         |
| 6.  | «Change of Machine»     | 2:14         |
| 7.  | «Hoshizora no Illusion» | 4:14         |
| 8.  | «Light Emotion»         | 4:39         |
| 9.  | «Transparence»          | 3:59         |
| 10. | «Crisis and Uneasiness» | 3:05         |
| 11. | «Forever»               | 3:14         |
| 12. | «Lonely Night»          | 3:08         |
| 13. | «Peaceful Sight»        | 3:06         |
| 14. | «Kimi ni Okuru Lullaby» | 3:44         |

LP 2 — Powered Armor Dorvack Music Collection II
| №   | Название          | Длительность |
| --- | ----------------- | ------------ |
| 1.  | «Black Terror»    | 2:59         |
| 2.  | «Migration»       | 2:29         |
| 3.  | «Ai no Yokoku»    | 3:56         |
| 4.  | «Machi»           | 2:33         |
| 5.  | «Sunny Place»     | 1:55         |
| 6.  | «Beautiful World» | 2:18         |
| 7.  | «Aoi Yasuragi»    | 5:19         |
| 8.  | «Appearance»      | 2:15         |
| 9.  | «Bad Dream»       | 3:10         |
| 10. | «Aseri!»          | 2:02         |
| 11. | «Asu e no Negai»  | 4:35         |
| 12. | «Sally»           | 3:29         |
| 13. | «Attack»          | 2:46         |
| 14. | «Yuusha no Shi»   | 3:01         |

Начальная композиция:
- Chikyuu ni I LOVE YOU («Я люблю тебя на Земле»), в исполнении группы WELCOME

Завершающая композиция:
- Kimi ni Okuru Lullaby («Колыбельная для тебя»), в исполнении группы WELCOME

Прочие композиции:
- Hoshizora no Illusion («Иллюзия звёздного неба»), в исполнении Кэйко Тоды, музыка — Ёсиаки Фурута, аранжировка — Масахиро Икуми (11 серия)
- Ai no Yokoku («Предупреждение любви»), в исполнении Тору Фуруи (15 серия)
- Asu e no Negai («Пожелание завтра»), в исполнении Тору Фуруи, музыка — Дзин Ханэока, аранжировка — Ясунори Цутида (36 серия)

Саундтрек вышел в двух частях на грампластинках и аудиокассетах в те же годы, что и сериал. Переиздан на компакт-дисках 23 июня 1999 года.

## Комментарии
1. ↑  Игра слов. Селлы — древнегреческие пророки. Зеро — ноль. Долгое время это не признавалось числом. Древнее зло в сериале символизирует полное истребление.